# Munții Liban
Munții Liban (în arabă: جبل لبنان, Ǧabal Lubnān) sunt o unitate de relief ce se desfășoară pe teritoriul Libanului, paralel cu litoralul Mediteranei (la vest). În partea de est se învecinează cu Valea Bekaa, depresiune ce îi desparte de Munții Antiliban. Au o lungime de 160 km, iar altitudinea maximă este înregistrată în vârful Qurnat as Sawda' (3.088 m). Au fost cunoscuți încă din vechime pentru pădurile de cedru, stejar și pin care îi acopereau. Pe pantele lor încă se mai întâlnesc exemplare de Cedru de Liban (Cedrus libani).

## Etimologie
Numele de Liban are rădăcina semitică (Lbn), care semnifică alb, referitor la stratul de zăpadă care acoperă munții. (Vezi și Laban, personaj din Vechiul Testament.)